# Bordeaux-Parijs 1965
De 64e editie van Bordeaux-Parijs, een Franse wielerwedstrijd, vond plaats op 30 mei 1965. 

## Verloop
Titelverdediger was Michel Nédélec die op 24-jarige leeftijd de wedstrijd won in 1964. Deze editie werd na 15 uur koers gewonnen door Jacques Anquetil. Bij aankomst in het Parc des Princes, destijds in gebruik als wielerbaan, werd hij onthaald door 20.000 juichende fans. Van de elf gestarte deelnemers wist enkel Claude Valdois de finish niet te bereiken. Frans Melckenbeeck kwam als beste Belg over de eindstreep, als tiende van de wedstrijd met zo'n 41 minuten achterstand op de winnaar Anquetil.
De derny die bij deze koers gebruikelijk was, kwam na 258 kilometer in de wedstrijd.
De wedstrijd maakte onderdeel uit van de Super Prestige Pernod, die later van het jaar gewonnen werd door Anquetil. 

## Uitslag
| Plaats  | Naam                 | Ploeg                    | tijd      |
| ------- | -------------------- | ------------------------ | --------- |
| Winnaar | Jacques Anquetil     | Ford-France-Gitane       | 15u03'03" |
| 2       | Jean Stablinski      | Ford-France-Gitane       | + 57"     |
| 3       | Tom Simpson          | Peugeot-BP-Michelin      | + 59"     |
| 4       | François Mahé        | Pelforth-Sauvage-Lejeune | + 7'34"   |
| 5       | Jean-Claude Lefebvre | Pelforth-Sauvage-Lejeune | + 9'47"   |
| 6       | Vin Denson           | Ford-France-Gitane       | + 18'14"  |
| 7       | Camille Le Menn      | Peugeot-BP-Michelin      | + 23'58"  |
| 8       | Jean-Claude Annaert  | Mercier-BP-Hutchinson    | + 26'23"  |
| 9       | Francis Pamart       | Peugeot-BP-Michelin      | + 40'55"  |
| 10      | Frans Melckenbeeck   | Mercier-BP-Hutchinson    | + 40'59"  |

1891 · 
1892 · 
1893 · 
1894 · 
1895 · 
1896 · 
1897 · 
1898 · 
1899 · 
1900 · 
1901 · 
1902 · 
1903 · 
1904 · 
1905 · 
1906 · 
1907 · 
1908 · 
1909 · 
1910 · 
1911 · 
1912 · 
1913 · 
1914 · 
1915 · 
1916 · 
1917 · 
1918 · 
1919 · 
1920 · 
1921 · 
1922 · 
1923 · 
1924 · 
1925 · 
1926 · 
1927 · 
1928 · 
1929 · 
1930 · 
1931 · 
1932 · 
1933 · 
1934 · 
1935 · 
1936 · 
1937 · 
1938 · 
1939 · 
1940 · 
1941 · 
1942 · 
1943 · 
1944 · 
1945 · 
1946 · 
1947 · 
1948 · 
1949 · 
1950 · 
1951 · 
1952 · 
1953 · 
1954 · 
1955 · 
1956 · 
1957 · 
1958 · 
1959 · 
1960 · 
1961 · 
1962 · 
1963 · 
1964 · 
1965 · 
1966 · 
1967 · 
1968 · 
1969 · 
1970 · 
1971 · 
1972 · 
1973 · 
1974 · 
1975 · 
1976 · 
1977 · 
1978 · 
1979 · 
1980 · 
1981 · 
1982 · 
1983 · 
1984 · 
1985 · 
1986 · 
1987 · 
1988